# PGC 1380994
LEDA/PGC 1380994 ist eine Galaxie vom Hubble-Typ S? im Sternbild Bärenhüter am Nordsternhimmel. Sie ist schätzungsweise 1,3 Milliarden Lichtjahre von der Milchstraße entfernt und hat einen Durchmesser von etwa 145.000 Lichtjahren.
Im selben Himmelsareal befinden sich unter anderem die Galaxien PGC 52069, PGC 1377640, PGC 1378565, PGC 1382862